# Een bij voor jou en mij
Een bij voor jou en mij is een kort stripverhaal uit de reeks van Suske en Wiske. Het werd geschreven en getekend door Paul Geerts. 
Dit verhaal is nooit verschenen in de Vierkleurenreeks. Het is speciaal geschreven voor het Ministerie van Landbouw. Het werd voor het eerst uitgegeven in 1982.

## Personages
- Suske, Wiske, tante Sidonia, Lambik, Jerom, professor Barabas, bijen, professor Darius

## Uitvindingen
- Sprietatoomtoestel

## Het verhaal
Als er een bij op de neus van tante Sidonia landt, wil Wiske een bijenkorf van dichtbij zien. Professor Barabas verkleint zijn vrienden en ze bezoeken de bijen in een bijenkorf.

### Achtergronden
Het album bevat veel informatie over bijen, imkers en het Apicultura - Bijenteeltmuseum te Kalmthout.